# Карасёв, Василий Николаевич
Василий Николаевич Карасёв (14 апреля 1971, Ленинград, СССР) — советский и российский баскетболист, тренер. Заслуженный мастер спорта России (1994).

## Биография

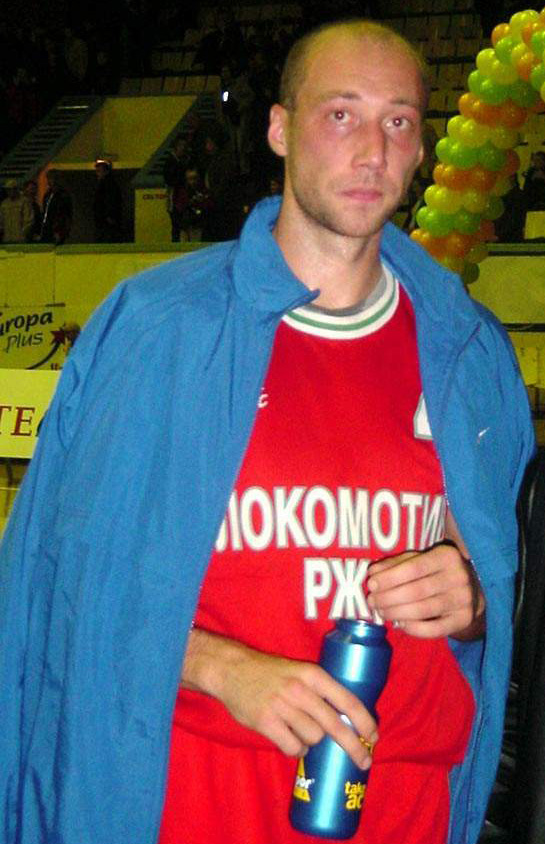
В составе Локомотива (2003)

Начал заниматься баскетболом в 1978 году в спортшколе Петроградского района Ленинграда у тренера Игоря Быкова. В 1988 закончил ленинградский спортинтернат.
В чемпионате СССР по баскетболу дебютировал в сезоне 1987/88 в мачте против каунасского «Жальгириса».
В декабре 2011 года, после госпитализации Вальдемараса Хомичюса, дебютировал в качестве и. о. тренера клуба «Триумф». После ухода Хомичюса в БК «Днепр» Карасёв был назначен главным тренером и вывел «Триумф» на 3 место по итогам регулярного чемпионата ПБЛ, а также в «Финал четырёх» Кубка вызова FIBA. Завершал свою карьеру в чемпионате Ассоциации студенческого баскетбола, где он выступал за МГАФК.
В составе сборной России провёл более 100 матчей.
С 2 августа по 29 ноября 2013 года — главный тренер мужской сборной России по баскетболу. Под его руководством на групповом этапе чемпионата Европы команда заняла последнее место, последовательно проиграв 4 матча из 5: сборным Италии, Греции, Швеции, Финляндии, и выиграв лишь последний против сборной Турции, а также пропустила 400 очков — наибольшее число среди всех 24 участников предварительного этапа. Занятое сборной по итогам турнира место стало худшим её результатом на евробаскетах.

## Достижения
Командные (как игрок)
- Серебряный призёр ЧМ-1994, ЧМ-1998, ЧЕ-1993
- Бронзовый призёр ЧЕ-1997
- Чемпион СНГ (1992)
- Чемпион России (1994—1996, 1999, 2000, 2002), Турции (1997), Германии (1998).
- Серебряный призёр чемпионата СССР (1991) и России (1993)
- Бронзовый призёр финала четырёх (1996)
- Бронзовый призёр Кубка вызова ФИБА (2009)

Командные (как тренер)
- Серебряный призёр Кубка вызова ФИБА (2013/14)
- Бронзовый призёр Кубка вызова ФИБА (2011/12)
- Бронзовый призёр Единой лиги ВТБ (2015/16, 2016/17, 2017/18)
- Победитель женской Премьер-лиги (2021/22)

Личные
- Награждён медалью ордена «За заслуги перед Отечеством» II степени.
- Тренер года Единой лиги ВТБ (2016)
- Зал славы Единой лиги ВТБ (2022)

## Семья
Жена Яна, сын Сергей, дочь Ксения.